# اکتاش، کارایسالی
اکتاش، کارایسالی (به لاتین: Aktaş, Karaisalı) یک منطقهٔ مسکونی در ترکیه است که در استان آدانا واقع شده‌است.